# Zielona Karta (golf)
Zielona Karta – w golfie jest potwierdzeniem uzyskania podstawowych umiejętności gry włącznie z podstawowymi zasadami, etykietą i bezpieczeństwem. Nie wiąże się z koniecznością zapisania się jej właściciela do klubu golfowego, a tym samym ponoszeniem związanych z tym kosztów, ale też ogranicza zakres oficjalnych rozgrywek amatorów, w których jej posiadacz może brać udział. Zielona Karta pozwala na dostęp do pól golfowych w kraju i za granicą w mniejszym zakresie niż karta HCP.